# 阿嫩德
阿嫩德（羅馬化：Ānand）是印度古吉拉特邦阿嫩德县的一个城镇。总人口130462（2001年）。

## 人口
该地2001年总人口130462人，其中男性68032人，女性62430人；0—6岁人口13744人，其中男7767人，女5977人；识字率78.55%，其中男性为82.25%，女性为74.52%。